# کوربوسن
کوربوسن (به آلمانی: Korbußen) یک شهر در آلمان است که در گرایتس واقع شده‌است. کوربوسن ۴۹۸ نفر جمعیت دارد.